# Wellington Nogueira Lopes de Avellar
Wellington Nogueira Lopes de Avellar, besser bekannt als Lopes Tigrão, (geboren am 1. Juni 1979 in Volta Redonda) ist ein ehemaliger brasilianischer Fußballspieler.

## Karriere
Der 1,86 Meter große Stürmer begann seine Karriere 1999 beim Verein Volta Redonda FC, er wurde von seinem Trainer Flávio Teixeira empfohlen. 2000 wurde er aufgrund seiner raffinierten Technik mit dem brasilianischen Fußballspieler Rivaldo verglichen. Seine Karriere war durch unregelmäßige Leistungen gekennzeichnet. 2000 wurde er bei Dopingkontrollen positiv getestet. Daher wurde er für vier Monate gesperrt. Im März 2001 kam er wieder zurück, nahm an der Staatsmeisterschaft von São Paulo teil und erreichte in diesem Jahr seine Höhepunkte. Er absolvierte neun Ligaspiele und schoss acht Tore, was zuvor nur Tupãzinho 1968 gelang, er wurde Torschützenkönig, eine Leistung, die noch kein Spieler beim Verein erzielen konnte. Ein weiterer Höhepunkt waren die oben genannten Meisterschaften von São Paulo. Er schoss drei Tore, gewinnen konnte der Verein nicht, aber später war es ein Gleichstand (3:3). Später wurde aufgrund unregelmäßiger Leistungen und seinen Dopingproblemen der Vertrag beim Verein aufgelöst. Danach unterzeichnete er mehrere Verträge, in den meisten Fällen musste er nach kurzer Zeit das Feld wieder räumen.

## Erfolge
Volta Redonda
- Staatspokal von Rio de Janeiro: 1999

Palmeiras
- Copa dos Campeões: 2000

Auszeichnungen
- Torschützenkönig (2001)